# 日本海洋
日本海洋株式会社（にほんかいよう）とは、測器・水中機器・環境調査・環境機器メーカーと海洋調査会社。

## 沿革
- 1948年 - 創立
- 1960年 - 株式会社本地郷設立
- 1995年
  - 日本海洋株式会社へ社名変更
  - 潜水関連機器事業、海洋調査事業開始
- 1999年 - 呉営業所開設
- 2000年
  - 株式会社旭潜研と合併
  - 環境調査事業を開始
- 2001年
  - ISO9001認証取得（本社）
  - リサイクル関連事業を開始
- 2012年
  - 環境調査・リサイクル事業を海洋エンジニアリング株式会社（当時、芙蓉海洋開発株式会社）に吸収分割
  - 佐世保営業所開設
- 2016年 - 本社移転

## 事業
- 計測機器事業
- 水中機器事業

## 事業所
本社
〒120-0003 東京都足立区東和5-13-4 東和ビル
呉営業所
〒737-0045 広島県呉市本通2-3-1
佐世保営業所
〒857-0854 長崎県佐世保市福石町13-3